# 宁津县
宁津县在中国山东省西北部，是德州市所辖的一个县，邻接河北省。原屬河北省，1950年，改属德州专区。1952年，宁津县划归河北省属沧州专区。1958年，沧州专区并入天津市，宁津县属天津市。1961年恢复沧州专区，宁津县复属沧州。1965年3月19日，宁津县划归山东省，属德州地区至今。縣人民政府駐津城街道。

## 历史沿革
东魏天平元年（534年），于今县城西保店胡苏亭置胡苏县；唐天宝元年，废胡苏改为临津县；金天会六年秋，临津城闹大水，城毁，东迁二十五里卧牛岗为治，改名宁津县，取“安宁”之意。

## 行政区划
宁津县下辖2个街道办事处、9个镇、1个乡：
宁城街道、津城街道、柴胡店镇、长官镇、杜集镇、保店镇、大柳镇、大曹镇、相衙镇、时集镇、张大庄镇和刘营伍乡。

## 人口
根据(山东省)德州市第七次全国人口普查显示：宁津县常住人口为473314人，男性人口占比50.82%，女性人口占比49.18%。

## 交通
- 339国道过境。

## 观光旅游
德州宁津德百杂技蟋蟀谷为AAAA景区。

## 名人
Category:宁津人